# Šerefe
Šerefe je "balkon" koji se nalazi na gornjem dijelu minareta, odakle mujezin poziva na molitvu. Jedan je od tri osnovna dijela konstrukcije minareta. Prekriven je dekorativnim ciglama, mozaicima i ornamentima.